# Messier 103
Messier 103 (NGC 581) is een open sterrenhoop in het sterrenbeeld Cassiopeia. Het hemelobject werd in 1781 door Pierre Méchain ontdekt. M103 staat op een afstand van ongeveer 8000 lichtjaar van de Aarde.